# 鷓鴣山 (香港)
鷓鴣山（英語：／／），高432（1,417英尺），位於香港西貢區，鷓鴣山北面為壁屋，東面為大埔仔，南面則是將軍澳，鷓鴣山被列為自然保育區。

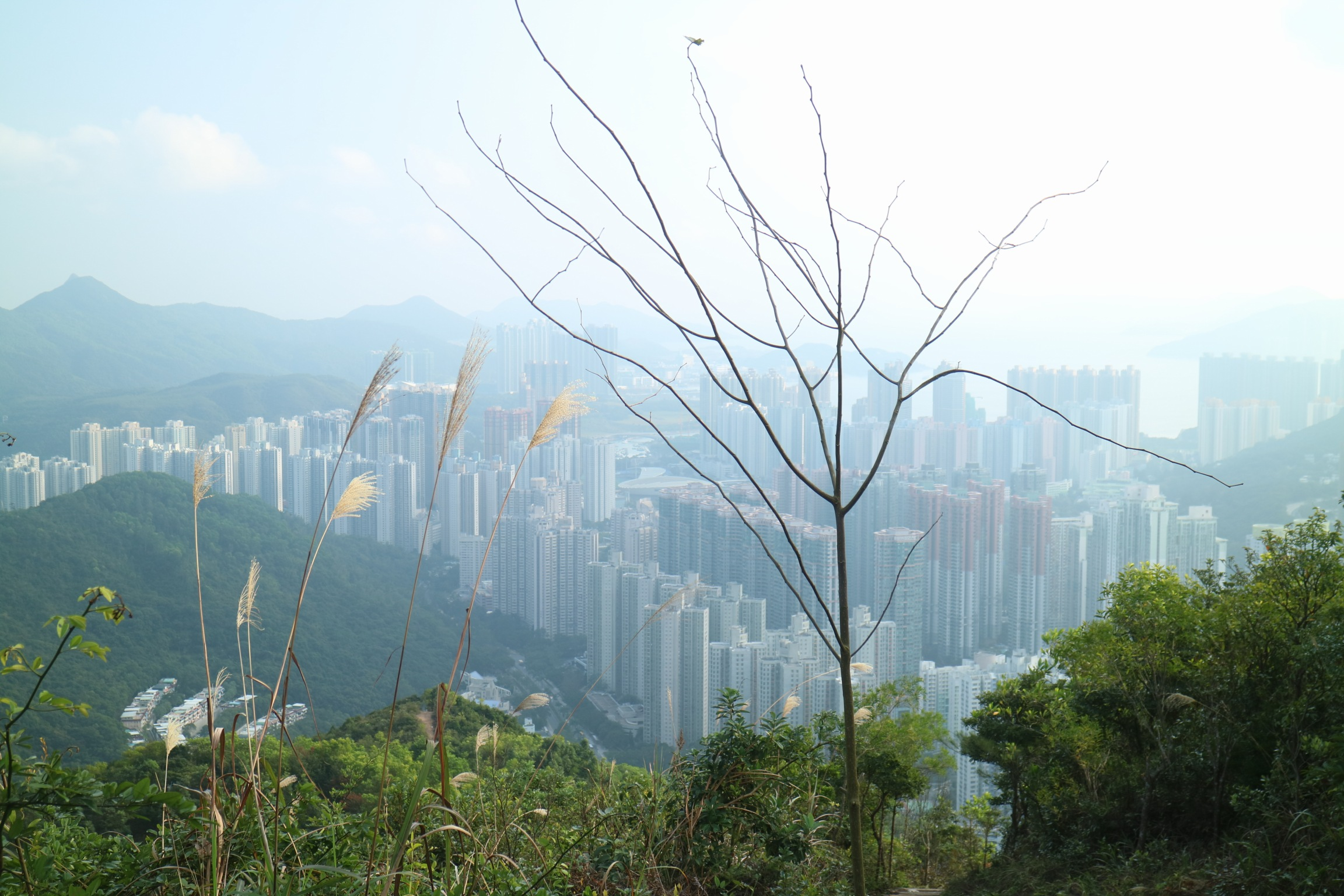
從鷓鴣山望向南面的將軍澳新市鎮

## 僭建山徑事件
鷓鴣山於2008年初被人揭發遭晨運客非法開鑿千級「天梯」（即山徑）及興建休憩亭，西貢地政處派員拆卸，但其後處方稱應部份市民的要求，暫緩拆除搭建物，西貢地政處發言人稱正與西貢民政事務處研究是否能在保護附近自然環境的考慮下，為居民提供有關休憩設施。而環保團體則批評保留有關建設是極壞先例，會變相鼓吹破壞自然。

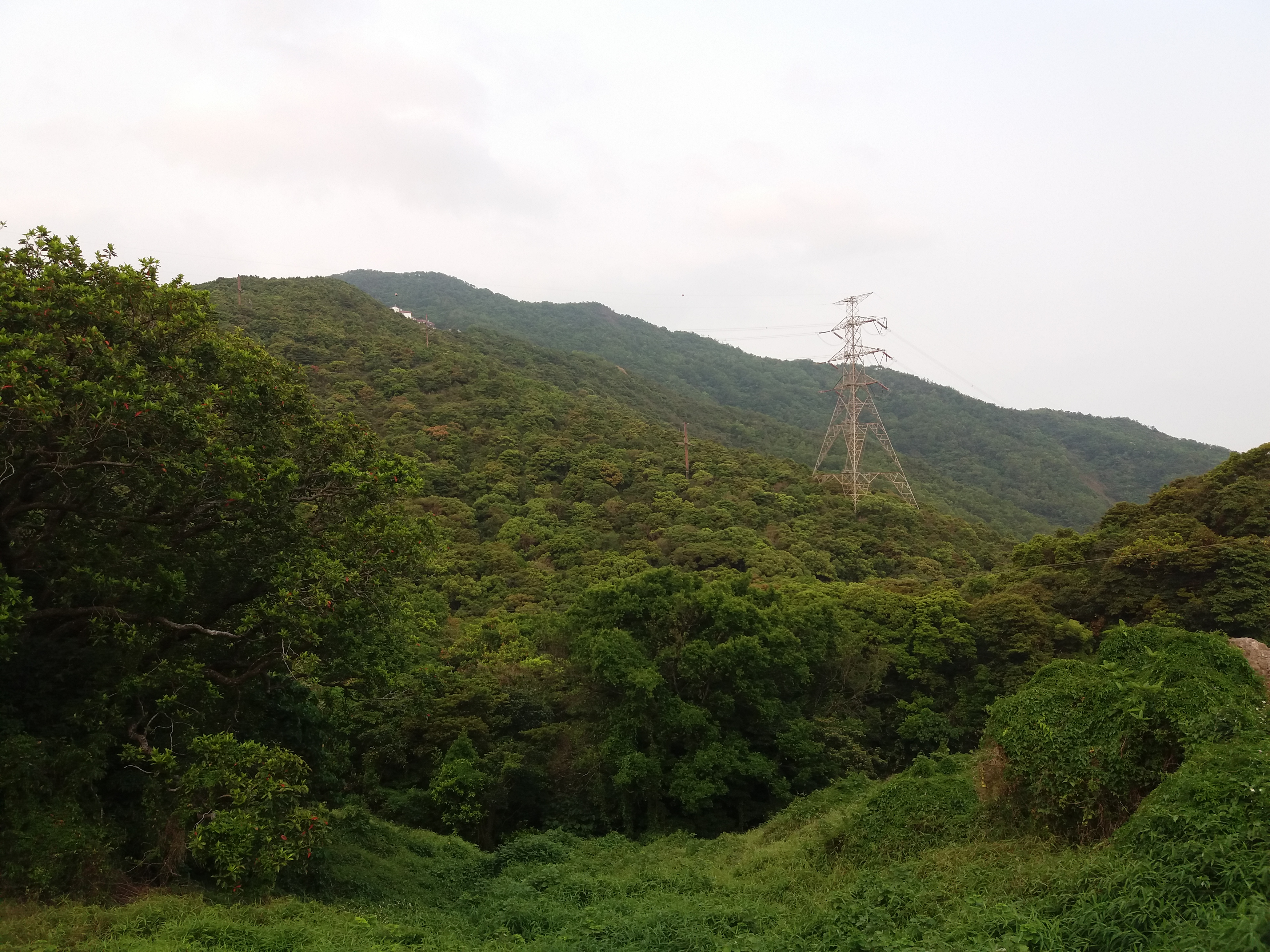
由井欄樹小夏威夷徑望向鷓鴣山西坡

## 鷓鴣山和地質學
清水灣半島是火山岩群主要出露的地區之一。其中以鷓鴣山最為顯露，因此地質學家將那裏的地質形態稱為「鷓鴣山組」。「鷓鴣山組」主要爲含晶屑條紋斑雜細粒玻屑凝灰岩及凝灰角礫岩，除了命名地鷓鴣山外，香港科技大學附近的白水灣至銀線灣泳灘以東的沿海一帶，也有「鷓鴣山組」的岩石。而這一帶的海岸寧靜優美，不僅可以考察「鷓鴣山組」的岩石特徵，而且可以領略火山岩海岸地貌的雄偉奇妙。

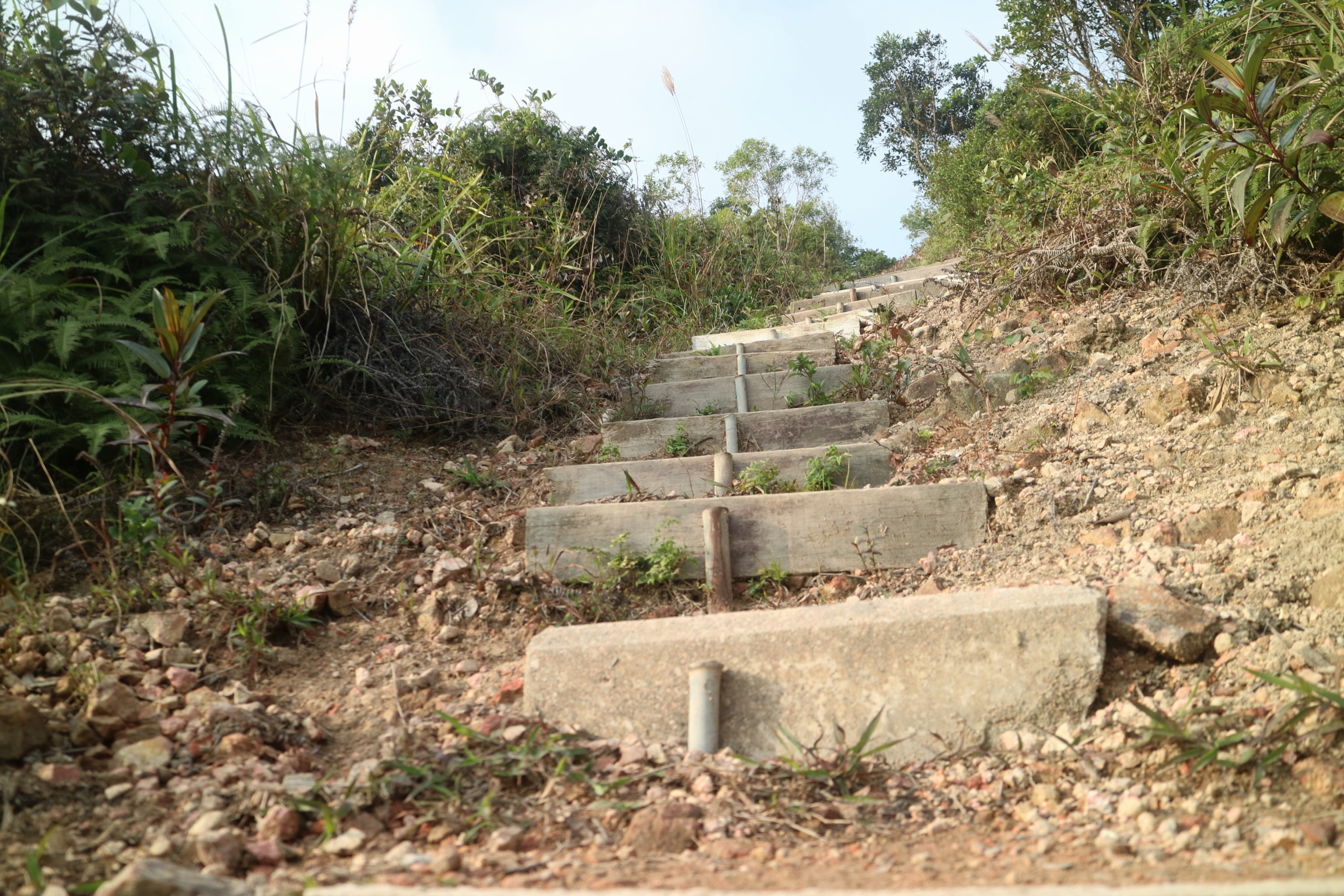
鷓鴣山的天梯